# Skäckbock
Skäckbock (Mesosa myops) är en skalbagge i  familjen långhorningar. Den blir 10-15 millimeter lång. Arten finns i sydvästra Finland, Baltikum och österut genom Ryssland till Kina och Koreahalvön och i Japan. Den enda uppgiften om fynd av arten i Norden förutom i Finland är ett 200 år gammalt fynd fån Blekinge i Sverige, men några belägg för det fyndet finns inte bevarade. 